# Privolzsjei járás

A Privolzsjei járás a Szamarai területen

A Privolzsjei járás (oroszul Приволжский район) Oroszország egyik járása a Szamarai területen. Székhelye Privolzsje.

## Népesség
- 1989-ben 23 058 lakosa volt.
- 2002-ben 24 552 lakosa volt, melynek 88,07%-a orosz.
- 2010-ben 24 005 lakosa volt, melynek 89,6%-a orosz, 2%-a mordvin, 1,1%-a tatár.